# Jugon-les-Lacs
Jugon-les-Lacs (tiếng Breton: Lanyugon, Gallo: Jugon) là một xã của tỉnh Côtes-d’Armor, thuộc vùng Bretagne, tây bắc Pháp.

## Dân số
Người dân ở Jugon-les-Lacs được gọi làJugonnais.